# Light Years (Chick Corea Elektric Band)
Light Years è un album discografico del gruppo musicale statunitense Chick Corea Elektric Band, pubblicato nel 1987 dalla GRP Records che ha vinto il Grammy Award for Best R&B Instrumental Performance.

## Tracce
1. Light Years – 3:51
2. Second Sight – 4:12
3. Flamingo – 4:08
4. Prism – 3:29
5. Time Track – 5:02
6. Starlight – 3:51
7. Your Eyes – 3:56
8. The Dragon – 5:31
9. View from the Outside – 6:33
10. Smokescreen – 4:24
11. Hymn of the Heart – 6:40
12. Kaleidoscope – 8:03

## Formazione
- Chick Corea - tastiere
- John Patitucci - basso
- Dave Weckl - batteria
- Frank Gambale - chitarra elettrica
- Eric Marienthal - sassofono